# Santeri Alkio
Santeri Alkio, pseudonimo di Aleksanteri Filander (Laihia, 1862 – Laihia, 1930), è stato uno scrittore e politico finlandese.
Scrisse con penetrazione psicologica nelle sue opere nelle quali si riscontra sempre una maturazione morale dei personaggi.

## Opere
- Teerelän perhe (1887)

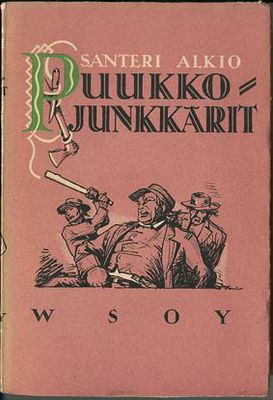
Puukkojunkkarit - kuvauksia nyrkkivallan ajalta, testo del 1894

- Puukkojunkkarit - kuvauksia nyrkkivallan ajalta (1894)
- Murtavia voimia (1896)
- Jaakko Jaakonpoika (1913)
- Uusi aika (1914)
- Patriarkka (1916)
- Ihminen ja kansalainen (1919)
- Yhteiskunnallista ja valtiollista (1919)
- Maalaispolitiikkaa I - II (1919, 1921)
- Kootut teokset I - XIII (1919 - 1928)
- Valitut teokset (1953)